# Hymenophyllum polyanthos
Espèce
Répartition géographique
Hymenophyllum polyanthos est une espèce de fougères de la famille des Hyménophyllacées.

## Description
Cette espèce a les caractéristiques suivantes :
- son rhizome est long et filiforme ;
- les frondes, d'une vingtaine de centimètres de long, comportent un limbe divisé trois fois ;
- l'ensemble de la plante est glabre ;
- Les sores, solitaires, sont portés par l'extrémité d'un segment, majoritairement à la partie terminale du limbe ;
- plusieurs segments d'une division primaire portent un sore, ce qui a servi à la formation de l'épithète spécifique (mais plusieurs espèces d'Hyménophyllacées ont des fructifications plus nombreuses) ;
- l'indusie, englobant complètement les sporanges, a deux lèvres.

Plusieurs variétés botaniques sont reconnues :
- Hymenophyllum polyanthos var. blumeanum (Spreng.) Krug (1897) - Malaisie - Synonyme : Hymenophyllum blumeanum Spreng[1].
- Hymenophyllum polyanthos var. clavatum (Sw.) Duss (1903) - Caraïbe - Synonymes : Hymenophyllum clavatum (Sw.) Sw., Trichomanes clavatum Sw.
- Hymenophyllum polyanthos var. contiguum Croxall (1975) - Mauvaise orthographe de l'éphithète spécifique : Polyanthon au lieu de Polyanthos
- Hymenophyllum polyanthos var. mossambicense Schelpe (1955) - Afrique du Sud - Synonyme : Hymenophyllum mossambicense (Schelpe) R.R.Schippers
- Hymenophyllum polyanthos var. protrusum (Hook.) Farw. (1931) - Amérique tropicale - Synonymes : Hymenophyllum protrusum Hook., Mecodium protrusum (Hook.) Copel.
- Hymenophyllum polyanthos var. reductum Jenman (1898) - Caraïbe, Guyane
- Hymenophyllum polyanthos var. sanguinolentum Jenman (1898)
- Hymenophyllum polyanthos var. sturmii (Bosch) Angely (1963) - Amérique centrale - Synonyme : Hymenophyllum sturmii Bosch

Mais quelques variétés restent classées dans d'autres espèces :
- Hymenophyllum polyanthos var. andinum Krug (1897) - Équateur - Voir Hymenophyllum andinum Bosch[2]
- Hymenophyllum polyanthos var. kuhnii (C.Chr.) Schelpe (1966) - Madagascar, Afrique australe - Voir Hymenophyllum kuhnii C.Chr.
- Hymenophyllum polyanthos var. mildbraedii (Brause ex Brause & Hieron.) Schelpe (1976) - Voir Hymenophyllum mildbraedii (Brause ex Brause & Hieron.) Alston in Exell - synonyme : Trichomanes mildbraedii Brause ex Brause & Hieron.
- Hymenophyllum polyanthos var. minor Bedd. (1863) - Népal - Voir Hymenophyllum tenellum D.Don

Le nombre de base de chromosomes de cette espèce est de 28.

## Distribution
Cette espèce, plutôt épiphyte, est présente dans l'ensemble des zones tropicales et subtropicales, dont la Guyane et la Réunion.

## Taxonomie
Hymenophyllum polyanthos appartient au sous-genre Mecodium, dont elle est l'espèce type.
La très large répartition de cette espèce a entraîné une synonymie importante, cette espèce ayant été « redécouverte » plusieurs fois  :
- Hymenophyllum acutum Mett. (non (C.Presl) Ebihara & K.Iwats.),
- Hymenophyllum breutelii (C.Presl) Bosch
- Hymenophyllum grevilleanum C.Presl
- Hymenophyllum pectinatum Nees & Blume (homonyme de Hymenophyllum pectinatum Cav.),
- Mecodium polyanthos (Sw.) Copel.,
- Sphaerocionium breutelii C.Presl
- Trichomanes clavatum Sw.
- Trichomanes polyanthos Sw..

Elle souffre aussi de plusieurs homonymes :
- Hymenophyllum polyanthos Fée (1866) - voir Hymenophyllum subdeltoideum Christ
- Hymenophyllum polyanthos Hook. (1835) - Îles du Pacifique, îles Norfolk et Lord howe - Voir Callistopteris polyantha (Hook.) Copel. - synonyme : Trichomanes polyanthos (Hook.) Hook.[4]
- Hymenophyllum polyanthos Matsum. (1904) - Voir Hymenophyllum polyanthos var. blumeanum (Spreng.) Krug